# Gabriela Bandeira
Gabriela Lourdes Bandeira Popich (* 24. April 1982) ist eine uruguayische Fußballschiedsrichterin.
Ab 2008 war sie FIFA-Schiedsrichterin.
Bei der Südamerikameisterschaft 2010 in Ecuador sowie bei der Copa América 2014 in Ecuador leitete Bandeira jeweils drei Spiele.
Am 7. November 2013 leitete Bandeira das Finale der Copa Libertadores Femenina 2013 zwischen São José EC und CD Formas Íntimas (3:1).
Zudem war sie bei der U-20-Weltmeisterschaft 2008 in Chile im Einsatz.